# Ставринакис, Леон
Леони́дас Эмануи́л «Ле́он» Ставрина́кис (англ. Leonidas Emanuel «Leon» Stavrinakis; род. Чарлстон, Южная Каролина, США) — американский адвокат и политик-демократ, член Палаты представителей Южной Каролины. Кандидат в мэры Чарлстона (2015).

## Биография
Родился в греческой семье, владевшей рестораном «The Coffee Cup».
Окончил Чарлстонский колледж со степенью бакалавра гуманитарных наук (1988) и Школу права Университета Южной Каролины со степенью доктора права (1992).
С 1992 года — член адвокатской палаты Южной Каролины.
В 1993—1996 годах — помощник солиситора 9-го судебного округа Южной Каролины.
В 1993—2000 годах работал прокурором.
В 1996 году основал юридическую фирму «Stavrinakis Law Firm», которую возглавляет.
В 1999—2006 годах — член совета округа Чарлстон. В 2005—2006 годах — председатель совета.
С 2007 года — член Палаты представителей Южной Каролины.
В 2008 году Палата представителей Южной Каролины приняла предложенную Ставринакисом резолюцию в поддержку религиозной свободы для Вселенского Патриархата Константинополя. В резолюции, являющейся частью инициированного в 2006 году Орденом святого апостола Андрея проекта «Religious Freedom Resolutions», содержится призыв к правительству Турции уважать религиозные свободы и права греческого православного меньшинства в преимущественно мусульманской стране после десятилетий юридических споров, конфискации имущества и закрытия в 1971 году единственной православной духовной семинарии в Турции — Халкинской богословской школы.
Член образовательного фонда «Building America’s Future».

## Личная жизнь
Женат, имеет троих детей.